# Mystrophorus
Mystrophorus is een geslacht van vliesvleugelige insecten van de familie Tangwespen (Dryinidae).

## Soorten
- M. apterus Ponomarenko, 2000
- M. formicaeformis Ruthe, 1859